# Mademoiselle Gaussin
Pour les articles homonymes, voir Gaussin.
Jeanne-Catherine Gaussem ou Marie-Madeleine, dite Mlle Gaussin, née le 25 décembre 1711 à Paris et morte le 2 juin 1767 à Paris, est une actrice française.

## Biographie
Elle était d'origine modeste, fille d'un laquais de l'acteur Baron et d'une ouvreuse de loges.
Après avoir joué pendant deux ans à Lille, elle débute à la Comédie-Française le 28 avril 1731 dans le rôle de Junie de Britannicus, puis dans celui d'Agnès de L'École des femmes. Elle parut avec succès sur la scène dans les rôles d'Andromaque, d'Iphigénie, de Bérénice. Nommée sociétaire en juillet de la même année, elle fait l'admiration de Voltaire, qui lui confie le personnage de Zaïre.
Elle fut l'une des rivales de Mademoiselle Clairon.
Elle ne montra pas moins de talent dans les ingénues et les amoureuses de la comédie que dans les jeunes premières de la tragédie. Sa sensibilité, la naïveté de son jeu, la grâce enchanteresse de son organe, la placèrent au premier rang.
Elle quitta le théâtre en 1763, et mourut quatre ans après.
Voltaire lui a consacré son Épître 38 (1732) :
À Mademoiselle Gaussin, qui a représenté le rôle de Zaïre avec beaucoup de succès.
Jeune Gaussin, reçois mon tendre hommage,
Reçois mes vers au théâtre applaudis ;
Protège-les : Zaïre est ton ouvrage ;
Il est à toi, puisque tu l’embellis.
Ce sont tes yeux, ces yeux si pleins de charmes,
Ta voix touchante, et tes sons enchanteurs,
Qui du critique ont fait tomber les armes ;
Ta seule vue adoucit les censeurs.
L’illusion, cette reine des cœurs,
Marche à ta suite, inspire les alarmes,
Le sentiment, les regrets, les douleurs,
Et le plaisir de répandre des larmes.
Le dieu des vers, qu’on allait dédaigner,
Est, par ta voix, aujourd’hui sûr de plaire ;
Le dieu d’amour, à qui tu fus plus chère,
Est, par tes yeux, bien plus sûr de régner :
Entre ces dieux désormais tu vas vivre.
Hélas ! Longtemps je les servis tous deux :
Il en est un que je n’ose plus suivre.
Heureux cent fois le mortel amoureux
Qui, tous les jours, peut te voir et t’entendre ;
Que tu reçois avec un souris tendre,
Qui voit son sort écrit dans tes beaux yeux ;
Qui, pénétré de leur feu qu’il adore,
À tes genoux oubliant l’univers,
Parle d’amour, et t’en reparle encore !
Et malheureux qui n’en parle qu’en vers !
Jean-Baptiste Gresset exprime son admiration : "Je compterai toujours sur un plaisir certain, /Lorsqu'on réunira la muse de Voltaire / Et les grâces de la Gaussin." (vers sur la tragédie d'Alzire)
Denis Diderot : « Je ne sais ce que je n'aurais pas fait pour plaire à la Gaussin, qui débutait alors et qui était la beauté personnifiée. »
Jean-François Dreux du Radier : "C'était une des plus jolies figures qu'on ait vues au Théatre français, les grâces et la beauté même", il lui consacre une épitre.

## Théâtre

### Carrière à la Comédie-Française
- 1731 : Britannicus de Jean Racine : Junie
- 1731 : L'École des femmes de Molière : Agnès
- 1732 : Zaïre de Voltaire : Zaïre
- 1735 : Le Préjugé à la mode de Pierre-Claude Nivelle de La Chaussée : Constance
- 1736 : Alzire de Voltaire : Alzire
- 1741 : Mélanide de Pierre-Claude Nivelle de La Chaussée : Mélanide
- 1742 : Amour pour amour de Pierre-Claude Nivelle de La Chaussée : Zémire
- 1752 : Bérénice de Jean Racine : Bérénice[3] (14 fois de 1752 à 1762)
- 1761 : Le Père de famille de Denis Diderot

## Source
Cet article comprend des extraits du Dictionnaire Bouillet. Il est possible de supprimer cette indication, si le texte reflète le savoir actuel sur ce thème, si les sources sont citées, s'il satisfait aux exigences linguistiques actuelles et s'il ne contient pas de propos qui vont à l'encontre des règles de neutralité de Wikipédia.